# NGC 3614
NGC 3614 est une vaste galaxie spirale intermédiaire située dans la constellation de la Grande Ourse. NGC 3614 a été découverte par l'astronome germano-britannique William Herschel en 1788.

## Caractéristiques
La classe de luminosité de NGC 3614 est III et elle présente une large raie HI.

### Distance
Sa vitesse par rapport au fond diffus cosmologique est de 2 554 ± 16 km/s, ce qui correspond à une distance de Hubble de 37,7 ± 2,7 Mpc (∼123 millions d'al).
À ce jour, une quinzaine de mesures non basées sur le décalage vers le rouge (redshift) donnent une distance de 37,153 ± 9,438 Mpc (∼121 millions d'al), ce qui est à l'intérieur des valeurs de la distance de Hubble.

### Galaxie isolée
NGC 3614 est possiblement une galaxie du champ, c'est-à-dire qu'elle n'appartient pas à un amas ou un groupe et qu'elle est donc gravitationnellement isolée.

### Brillance de surface
En raison d'une brillance de surface égale à 14,29 mag/am2, on peut qualifier NGC 3614 de galaxie à faible brillance de surface (LSB en anglais pour low surface brightness). Les galaxies LSB sont des galaxies diffuses (D) avec une brillance de surface inférieure de moins d'une magnitude à celle du ciel nocturne ambiant.